# استان فرای

نقشهٔ تایلند و جایگاه استان فرائه.

استان فرای یا فرائه یکی از استانهای کشور تایلند است. مساحت آن ۶۵۰۰ کیلومترمربع می‌باشد. جمعیت این استان در سال ۲۰۰۰ بالغ بر ۵۰۰۰۰۰ نفر برآورد شده است .
استان فرائه از نظر تقسیمات کشوری بخشی از ناحیه شمال تایلند به حساب می آید. مرکز این استان شهر فرای است.